# Bodies Bodies Bodies
Bodies Bodies Bodies è un film  del 2022 diretto da Halina Reijn.

## Trama
Quando un gruppo di ricchi ragazzi organizza una festa nella villa di famiglia, un divertente gioco di società diventa mortale, con pugnalate alle spalle, falsi amici e una festa finita molto male.

## Produzione
Nel 2018, la casa cinematografica A24, ha acquisito i diritti di una sceneggiatura scritta da Kristen Roupenian, intitolata Bodies Bodies Bodies.
Nel 2019, è stato annunciato che Chloe Okuno avrebbe riscritto la sceneggiatura e diretto il film.
Nell'aprile 2021, Amandla Stenberg e Maria Bakalova sono entrate a far parte del cast, mentre Pete Davidson e Myha'la Herrold erano in trattativa per unirsi al film, con Halina Reijn alla regia. Nel maggio 2021, gli attori Lee Pace, Rachel Sennott, Chase Sui Wonders e Conner O'Malley si sono uniti al cast.

## Promozione
Il trailer è stato diffuso online il 26 aprile 2022

## Distribuzione
Il film è stato presentato in anteprima al South by Southwest il 14 marzo 2022 ed è stato distribuito nelle sale cinematografiche statunitensi a partire dal 5 agosto 2022.

## Accoglienza
Il film è stato acclamato dalla critica cinematografica. Sull'aggregatore di recensioni Rotten Tomatoes ha un indice di gradimento del 86%, con un voto medio di 7.00 su 10 basato su 235 recensioni.